# La lista dei miei desideri (film)
La lista dei miei desideri (The Life List) è un film del 2025 diretto da Adam Brooks e tratto dall'omonimo romanzo di Lori Nelson Spielman.

## Trama
Alex è una ragazza che rivede le sue aspirazioni d'infanzia e che deciderà di raggiungere i suoi vecchi obiettivi. Seguendo i propri sogni di una vita, questo la porterà in un viaggio che la sorprenderà.

## Distribuzione
Il film è stato distribuito in streaming sulla piattaforma Netflix il 28 marzo 2025.